# Kurustama
Kurustama era una ciutat hitita inclosa en un tractat signat entre Tudhalias II i Amenhotep II d'Egipte, tractat que regulava l'emigració i el comerç entre els habitants de la ciutat i el territori egipci. També, sembla, delimitava les fronteres. Per altra banda, els "Fets de Subiluliuma" parlen de què molts anys enrere, Tessub, el déu de les Tempestes, va agafar la gent de Kurustama i els va portar a Egipte, cosa que va significar una aliança permanent entre Hatti i els faraons egipcis. Aquests fets podrien haver passat en època de Zidantas II, que sembla que va establir un tractat amb el faraó Tuthmosis III. La ciutat probablement estava situada a l'est de Kanish, sense una localització concreta.
És possible que la població d'aquesta ciutat no fos plenament hitita. Al tomb del 1300 aC apareix aliada als kashka, que s'havien acostat a la zona, i encara que és possible que hagués estat conquerida, el més probable és que hagués establert una aliança amb els kashka deguda a la composició social i ètnica de la ciutat. Amb el suport kashka, les milícies de la ciutat van atacar a les ciutats hitites de la rodalia. Muwatallis II va refusar fer campanya a la zona i va deixar la feina en mans de son germà Hattusilis, al que havia nomenat rei vassall d'Hakpis, un regne format per contenir els atacs dels kashka contra territori hitita. Hattusilis diu que Kurustama era la seva frontera.